# ラファエル・オスナ
- ラファエル・オスーナ

ラファエル・オスナ・エレーラ（Rafael Osuna Herrera、1938年9月15日 - 1969年6月4日）は、メキシコ・メキシコシティ出身の男子テニス選手。
同国最大のテニス選手で、1963年の全米選手権男子シングルス優勝者になったが、テニス経歴の後期に飛行機事故で落命した悲劇の名選手である。

## 来歴
ラファエル・オスナは1958年から男子テニス国別対抗戦・デビスカップのメキシコ代表選手になり、彼の時代にメキシコ・チームは空前の強さを誇っていた。1958年のデビスカップ「ヨーロッパ・ゾーン」2回戦が彼のデビュー戦で、5月16日-18日にかけてフィンランド・チームに「5勝0敗」で快勝したが、6月6日-8日のヨーロッパ・ゾーン準々決勝でポーランドに「2勝3敗」で惜敗する。デ杯初登場から2年後の1960年、オスナは南カリフォルニア大学時代からの親友デニス・ラルストンとのペアでウィンブルドン選手権男子ダブルス部門に初優勝を飾った。1962年にメキシコはデ杯で初めての「ワールドグループ」決勝に進出したが、12月26日-28日の決勝でオーストラリアに「0勝5敗」で全敗し、初優勝はならなかった。当時のオーストラリア代表選手には、この年に男子テニス史上2人目の「年間グランドスラム」を達成したロッド・レーバーもいて、オスナはレーバーに全く歯が立たない敗北を喫してしまう。
1961年から1963年までの3年連続で、オスナはメキシコの同僚選手アントニオ・パラフォックスとのペアで全米選手権男子ダブルス決勝に進出し、デニス・ラルストンとチャック・マッキンリー（ともにアメリカ）の組と3年連続で決勝対決をする。1962年はオスナとパラフォックスの組が優勝したが、1961年と1963年はラルストン＆マッキンリー組に敗れて準優勝になった。1963年にオスナ＆パラフォックス組はウィンブルドン選手権男子ダブルスで優勝し、オスナにとっては3年ぶり2度目のウィンブルドン・ダブルス優勝となった。そしてついに、ラファエル・オスナは1963年全米選手権の男子シングルス決勝でフランク・フローリング3世（Frank Froehling III）を多彩なショットで翻弄し、7-5, 6-4, 6-2 のストレートで初優勝を飾った。これはメキシコ出身のテニス選手として史上初めての、4大大会シングルス優勝であった。パラフォックスと組んだ男子ダブルス決勝では、ラルストン＆マッキンリー組に 7-9, 6-4, 7-5, 3-6, 9-11 のスコアで敗れている。
その後、デビスカップでメキシコ・チームは「アメリカン・ゾーン」の決勝でアメリカ合衆国の厚い壁に阻まれ続けた。オスナ自身も4大大会の舞台で、当時黄金時代にあったオーストラリア・テニス界の厚い壁を破れず、その後は好成績が少なくなった。しかし1969年5月23日から25日に、オスナのホーム・グラウンドであるメキシコシティでデ杯の「アメリカン・ゾーン」決勝戦（当時は N&C America というグループ名称だった）でオーストラリアを迎えた時、オスナはシングルス2試合とダブルスに勝利を収め、「3勝2敗」で強敵オーストラリアを破った。とりわけ、最終第5試合のシングルスではビル・ボウリーと 6-2, 3-6, 8-6, 6-3 の激戦を制し、彼の生涯中で最も壮絶な試合の1つを繰り広げた。
ところが6月4日、オスーナの乗ったメキシカーナ航空704便がCFITにより墜落し、彼を含む乗客79名全員が即死してしまう。
こうして、メキシコ最大の男子テニス選手となったラファエル・オスナは、悲運の飛行機事故でわずか30歳の短い生涯を閉じた。
事故死から10年後の1979年に国際テニス殿堂入りを果たしている。

## 4大大会優勝
- 全米選手権　男子シングルス：1勝（1963年）／男子ダブルス：1勝（1962年）　［男子ダブルス準優勝2度：1961年・1963年］
- ウィンブルドン選手権　男子ダブルス：2勝（1960年・1963年）